# Băieţii Buni
Băieţii Buni è l'ottavo album in studio del gruppo rap B.U.G. Mafia. È il primo album pubblicato dalla Casa Productions.

## Tracce
1. "Intro"
2. "Să Sară-N Aer"
3. "Flocea Din Socului" feat. Flocea
4. "În Anii Ce Au Trecut"
5. "Gherila PTM" feat. Villy
6. "Discuţie Pe Dig" feat. Primo
7. "Iarbă Şi Alcool" feat. XXL, 10 Grei, Mashat, Luchian & Primo
8. "Pula Mea..." feat. Brasco
9. "Muzica De Noapte" feat. M&G
10. "O Lume Nebună, Nebună De Tot" feat. Villy
11. "La Noroc"
12. "Româneşte"
13. "Garda" feat. Mario
14. "Exces Perves" feat. XXL, 10 Grei & Villy
15. "În Oglindă" feat. Primo
16. "Drumu' Spre Pârnaie"
17. "Swamp"
18. "40 Km/H" feat. Mario
19. "Cine Are Cu Noi"
20. "Faţă-N Faţă 2"
21. "Prin Cartieru' Minunat"
22. "Outro"